# Eumorpholaimus sabulicolus
Eumorpholaimus sabulicolus är en rundmaskart som beskrevs av Schulz 1932. Eumorpholaimus sabulicolus ingår i släktet Eumorpholaimus, och familjen Linhomoeidae. Arten är reproducerande i Sverige. Inga underarter finns listade.